# Osvaldo Alonso
Osvaldo Alonso Moreno (San Cristóbal, 11 november 1985) is een Cubaans voetballer die als defensieve middenvelder speelt. In 2006 debuteerde hij voor Cuba.

## Clubcarrière
Alonso werd geboren in de Cubaanse stad San Cristóbal en speelde in eigen land bij Pinar del Río. In 2008 trok hij naar het Amerikaanse Charleston Battery, dat hij in januari 2009 verruilde voor Seattle Sounders. Inmiddels heeft de Cubaans international meer dan 250 competitieduels voor de Seattle Sounders gespeeld en is hij aanvoerder van het elftal.

## Interlandcarrière
Alonso debuteerde in 2006 voor Cuba en stopte één jaar later als international.